# Abborrtjärnen (Svärdsjö socken, Dalarna, 673949-149245)
Abborrtjärnen är en sjö i Falu kommun i Dalarna och ingår i Dalälvens huvudavrinningsområde.